# Dhakhan
Dhakhan – duch przodków czczony przez plemię Kabi, zamieszkujące na wybrzeżu Queensland w Australii, którego emanacją jest tęcza.
Według mitów ma kształt ryby lub węża. Zamieszkuje głębokie otwory na wodę.